# بين الجبال (المكلا)

تعديل مصدري - تعديل

بين الجبال هي إحدى قرى عزلة المكلا بمديرية المكلا التابعة لمحافظة حضرموت، بلغ تعداد سكانها 369 نسمة حسب تعداد اليمن لعام 2004.